# ده‌خیر سفلی
ده‌خیر سفلی، روستایی در دهستان قریه الخیر بخش جنت شهرستان داراب در استان فارس ایران است.

## جمعیت
بر پایه سرشماری عمومی نفوس و مسکن در سال ۱۳۹۵، جمعیت این روستا برابر با ۲٬۲۰۲ نفر (۷۰۶ خانوار) بوده است.